# Lestelle-Bétharram
Pour les articles homonymes, voir Lestelle et Bétharram.
Lestelle-Bétharram [lɛstɛl betaʁam] est une commune française située dans le département des Pyrénées-Atlantiques, en région Nouvelle-Aquitaine.
Ses habitants sont les Lestellois et les Lestelloises.

## Géographie

### Localisation
La commune de Lestelle-Bétharram se trouve dans le département des Pyrénées-Atlantiques, en région Nouvelle-Aquitaine.
Elle se situe à 25 km par la route de Pau, préfecture du département, et à 19 km de Pontacq, bureau centralisateur du canton des Vallées de l'Ousse et du Lagoin dont dépend la commune depuis 2015 pour les élections départementales.
La commune fait en outre partie du bassin de vie de Pau.
Les communes les plus proches sont : 
Montaut (0,7 km), Igon (3,8 km), Asson (3,9 km), Coarraze (4,8 km), Saint-Pé-de-Bigorre (5,1 km), Arthez-d'Asson (5,6 km), Saint-Vincent (6,1 km), Bénéjacq (6,9 km).
Sur le plan historique et culturel, Lestelle-Bétharram fait partie de la province du Béarn, qui fut également un État et qui présente une unité historique et culturelle à laquelle s’oppose une diversité frappante de paysages au relief tourmenté.

### Communes limitrophes
Les communes limitrophes sont Saint-Pé-de-Bigorre, Asson, Igon et Montaut.
|       | Igon                                  |         |
| Asson | Lestelle-Bétharram                    | Montaut |
|       | Saint-Pé-de-Bigorre (Hautes-Pyrénées) |         |

### Paysages et relief

#### Les grottes de Bétharram
Les grottes de Bétharram sont une série de grottes situées à la frontière des départements des Pyrénées-Atlantiques et des Hautes-Pyrénées.
Leur emprise intéresse les communes d'Asson et Lestelle-Bétharram dans les Pyrénées-Atlantiques et de Saint-Pé-de-Bigorre dans les Hautes-Pyrénées. Elles font découvrir à pied, en barque, puis en petit train, la clef de la formation des grottes similaires.

### Hydrographie

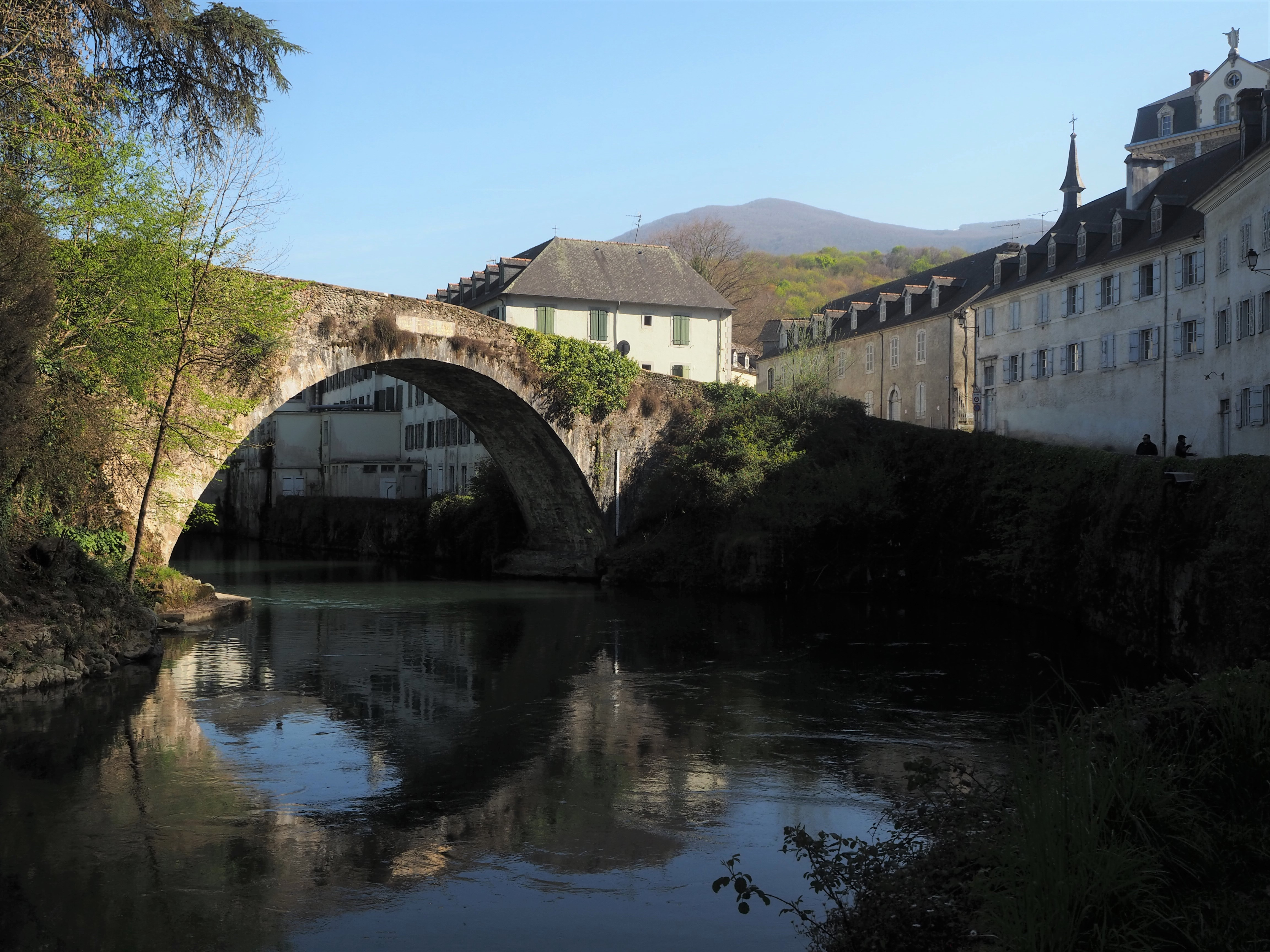
Pont de Bétharram.

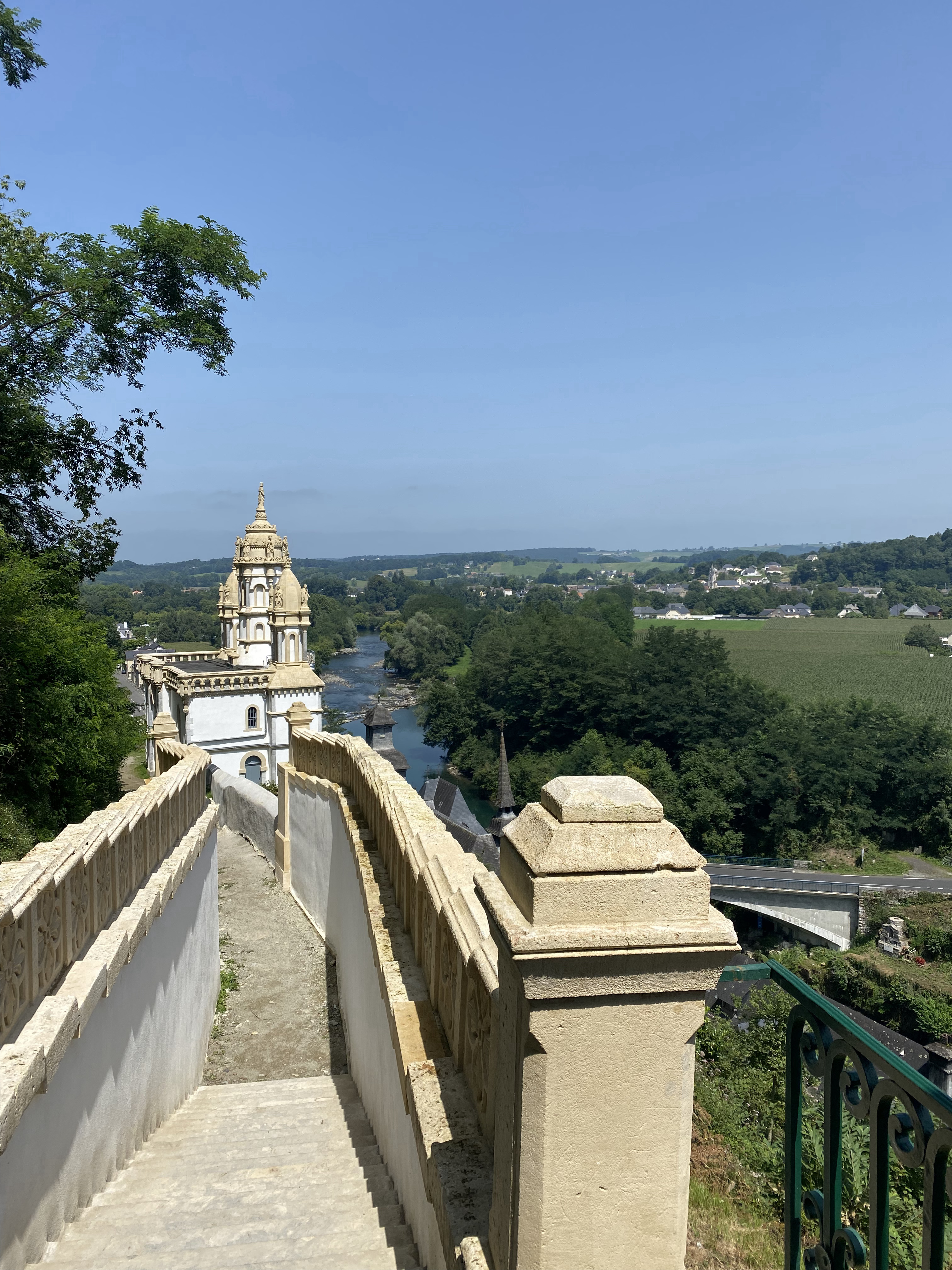
Gave de Pau, vu du sanctuaire de Notre-Dame de Bétharram.

La commune est traversée par le gave de Pau, affluent de l'Adour, et par ses tributaires, les ruisseaux de Cacaret et de Batcrabère. Ce dernier est lui-même alimenté sur la commune par le ruisseau d'Abadie.
Un affluent de l'Ouzoum, le ruisseau l'Arrieucourt, coule également sur la commune. Ce dernier est à son tour rejoint sur les terres de Lestelle-Bétharram par le ruisseau le Gès.

### Climat
Pour des articles plus généraux, voir Climat de la Nouvelle-Aquitaine et Climat des Pyrénées-Atlantiques.
Historiquement, la commune est exposée à un climat de montagne.  
En 2020, Météo-France publie une typologie des climats de la France métropolitaine dans laquelle la commune est toujours exposée à un climat de montagne et est dans la région climatique Pyrénées atlantiques, caractérisée par une pluviométrie élevée (>1 200 mm/an) en toutes saisons, des hivers très doux (7,5 °C en plaine) et des vents faibles.
Pour la période 1971-2000, la température annuelle moyenne est de 12,7 °C, avec une amplitude thermique annuelle de 13,8 °C. Le cumul annuel moyen de précipitations est de 1 273 mm, avec 11,2 jours de précipitations en janvier et 8,9 jours en juillet. Pour la période 1991-2020, la température moyenne annuelle observée sur la station météorologique la plus proche, située sur la commune d'Asson à 4 km à vol d'oiseau, est de 13,2 °C et le cumul annuel moyen de précipitations est de 1 376,5 mm,. Pour l'avenir, les paramètres climatiques de la commune estimés pour 2050 selon différents scénarios d'émission de gaz à effet de serre sont consultables sur un site dédié publié par Météo-France en novembre 2022.

### Milieux naturels et biodiversité

#### Espaces protégés
La protection réglementaire est le mode d’intervention le plus fort pour préserver des espaces naturels remarquables et leur biodiversité associée,.
Un  espace protégé est présent sur la commune : 
le « gave de Pau », objet d'un arrêté préfectoral de protection de biotope, d'une superficie de 47,1 ha.

#### Réseau Natura 2000
Le réseau Natura 2000 est un réseau écologique européen de sites naturels d'intérêt écologique élaboré à partir des Directives « Habitats » et « Oiseaux », constitué de zones spéciales de conservation (ZSC) et de zones de protection spéciale (ZPS).
Un site Natura 2000 a été défini sur la commune au titre de la « directive Habitats » : le « gave de Pau », d'une superficie de 8 194 ha, un vaste réseau hydrographique avec un système de saligues encore vivace,.

#### Zones naturelles d'intérêt écologique, faunistique et floristique
L’inventaire des zones naturelles d'intérêt écologique, faunistique et floristique (ZNIEFF) a pour objectif de réaliser une couverture des zones les plus intéressantes sur le plan écologique, essentiellement dans la perspective d’améliorer la connaissance du patrimoine naturel national et de fournir aux différents décideurs un outil d’aide à la prise en compte de l’environnement dans l’aménagement du territoire.
Une ZNIEFF de type 1 est recensée sur la commune, : 
les « gave d'Azun, ruisseau du Bergons et gave de Lourdes » (437,18 ha), couvrant 31 communes dont 2 dans les Pyrénées-Atlantiques et 29 dans les Hautes-Pyrénées et une ZNIEFF de type 2,, : 
le « réseau hydrographique du gave de Pau et ses annexes hydrauliques » (3 000,84 ha), couvrant 71 communes dont 10 dans les Landes, 59 dans les Pyrénées-Atlantiques et 2 dans les Hautes-Pyrénées.

## Urbanisme

### Typologie
Au 1er janvier 2024, Lestelle-Bétharram est catégorisée bourg rural, selon la nouvelle grille communale de densité à sept niveaux définie par l'Insee en 2022.
Elle est située hors unité urbaine. Par ailleurs la commune fait partie de l'aire d'attraction de Pau, dont elle est une commune de la couronne,. Cette aire, qui regroupe 227 communes, est catégorisée dans les aires de 200 000 à moins de 700 000 habitants,.

### Occupation des sols

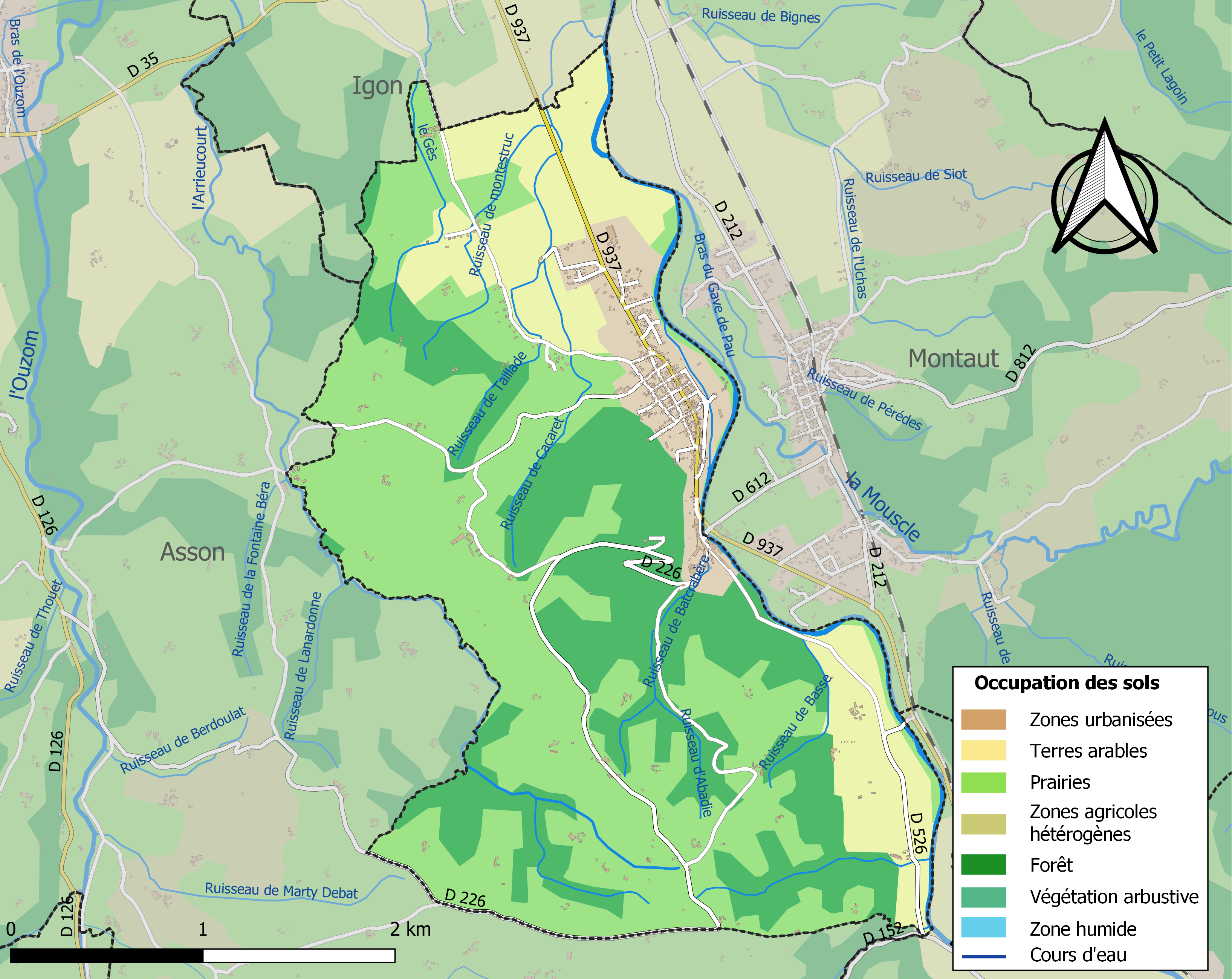
Carte des infrastructures et de l'occupation des sols de la commune en 2018 (CLC).

L'occupation des sols de la commune, telle qu'elle ressort de la base de données européenne d’occupation biophysique des sols Corine Land Cover (CLC), est marquée par l'importance des territoires agricoles (64,7 % en 2018), une proportion identique à celle de 1990 (64,7 %). La répartition détaillée en 2018 est la suivante : 
prairies (47,7 %), forêts (28,2 %), terres arables (17 %), zones urbanisées (7,1 %). L'évolution de l’occupation des sols de la commune et de ses infrastructures peut être observée sur les différentes représentations cartographiques du territoire : la carte de Cassini (XVIIIe siècle), la carte d'état-major (1820-1866) et les cartes ou photos aériennes de l'IGN pour la période actuelle (1950 à aujourd'hui).

### Lieux-dits et hameaux
- Bétharram ;
- Calvaire ;
- Lestelle ;
- la Plaine ;
- Sansguilhem ;
- Serre de Brozou ;
- Village.

### Voies de communication et transports
La commune est desservie par les routes départementales 35, 226, 526 et 937, ainsi que par la ligne SNCF Toulouse - Bayonne.

### Risques majeurs
Le territoire de la commune de Lestelle-Bétharram est vulnérable à différents aléas naturels : météorologiques (tempête, orage, neige, grand froid, canicule ou sécheresse), inondations, feux de forêts et séisme (sismicité moyenne). Un site publié par le BRGM permet d'évaluer simplement et rapidement les risques d'un bien localisé soit par son adresse soit par le numéro de sa parcelle.
Certaines parties du territoire communal sont susceptibles d’être affectées par le risque d’inondation par une crue torrentielle ou à montée rapide de cours d'eau, notamment le gave de Pau. La commune a été reconnue en état de catastrophe naturelle au titre des dommages causés par les inondations et coulées de boue survenues en 1982, 1987, 1989, 2009, 2012, 2013 et 2018,.
Lestelle-Bétharram est exposée au risque de feu de forêt. En 2020, le premier plan de protection des forêts contre les incendies (PDPFCI) a été adopté pour la période 2020-2030. La réglementation des usages du feu à l’air libre et les obligations légales de débroussaillement dans le département des Pyrénées-Atlantiques font l'objet d'une consultation de public ouverte du 16 septembre au 7 octobre 2022,.

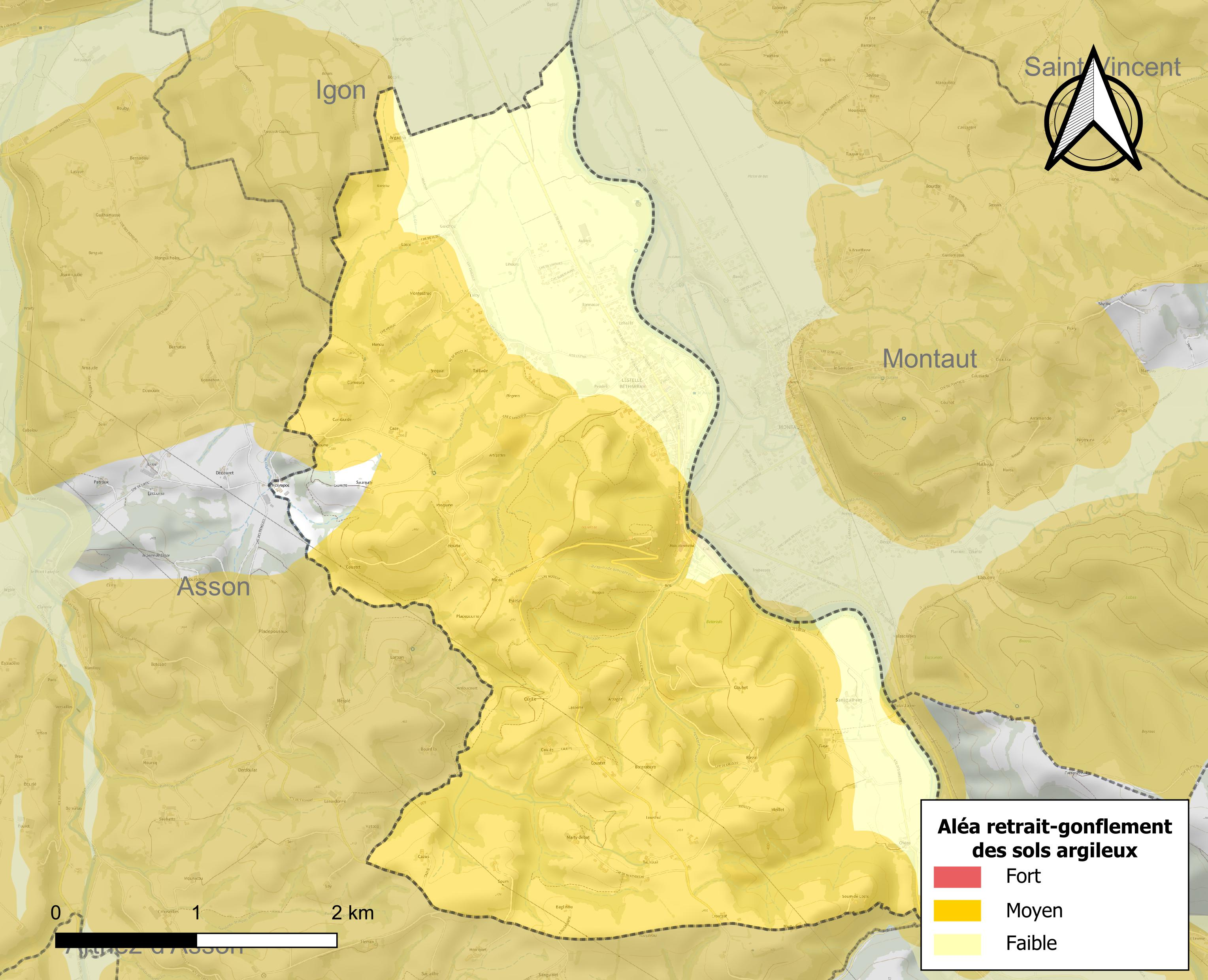
Carte des zones d'aléa retrait-gonflement des sols argileux de Lestelle-Bétharram.

Le retrait-gonflement des sols argileux est susceptible d'engendrer des dommages importants aux bâtiments en cas d’alternance de périodes de sécheresse et de pluie. 75,3 % de la superficie communale est en aléa moyen ou fort (59 % au niveau départemental et 48,5 % au niveau national). Depuis le 1er octobre 2020, en application de la loi ELAN, différentes contraintes s'imposent aux vendeurs, maîtres d'ouvrages ou constructeurs de biens situés dans une zone classée en aléa moyen ou fort,.

## Toponymie
Le toponyme Lestelle apparaît sous les formes 
la bastide de Lestelle (1335, réformation de Béarn), Lestele (1402, censier de Béarn), La Stela (1429, censier de Bigorre), Lestella (1544, titres de Béarn), Lastelle et l'Estelle (respectivement 1544 et 1675, réformation de Béarn) et Saint-Jean de Lestelle (1675, terrier de Lestelle).
Une méthode rationnelle consistait à donner à la nouvelle cité le nom du quartier ou de l'endroit où elle était bâtie. Le mot de Lestelle, au premier abord, viendrait d'étoile. Dans la vallée de l'Adour, entre Tarbes et Bagnères se trouve un endroit nommé l'estélou en raison d'une vieille borne en pierre qui jalonnait la route. On garde par ailleurs le souvenir d'une ferme placée près d'un cours d'eau appelée Lestelle à cause d'une "stèle" ou borne indiquant qu'en cet endroit le fleuve était guéable,.
Le toponyme Bétharram, hameau de Lestelle, est mentionné en 1335 (réformation de Béarn) et apparaît sous les formes Guatarram (1335, terrier de Lestelle) et la chapelle de Nostre-Dame du Calvaire de Betarram (1644, titres de la chambre des comptes de Pau).
Bétharram signifie « beau rameau » en béarnais.
Son nom béarnais est L’Estela-Bètharram ou L’Estéle-Bètharram.

## Histoire

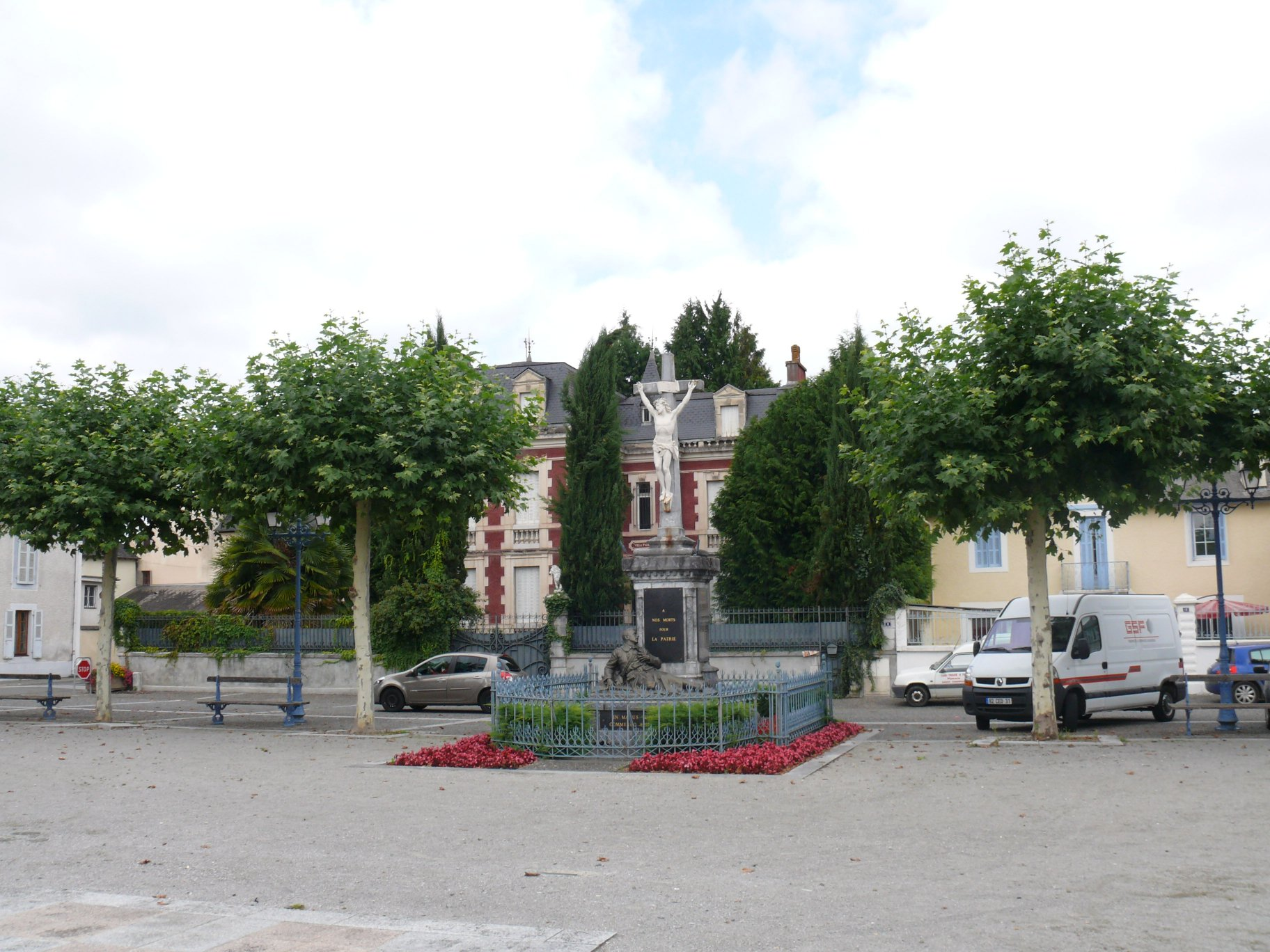
La place Saint-Jean.

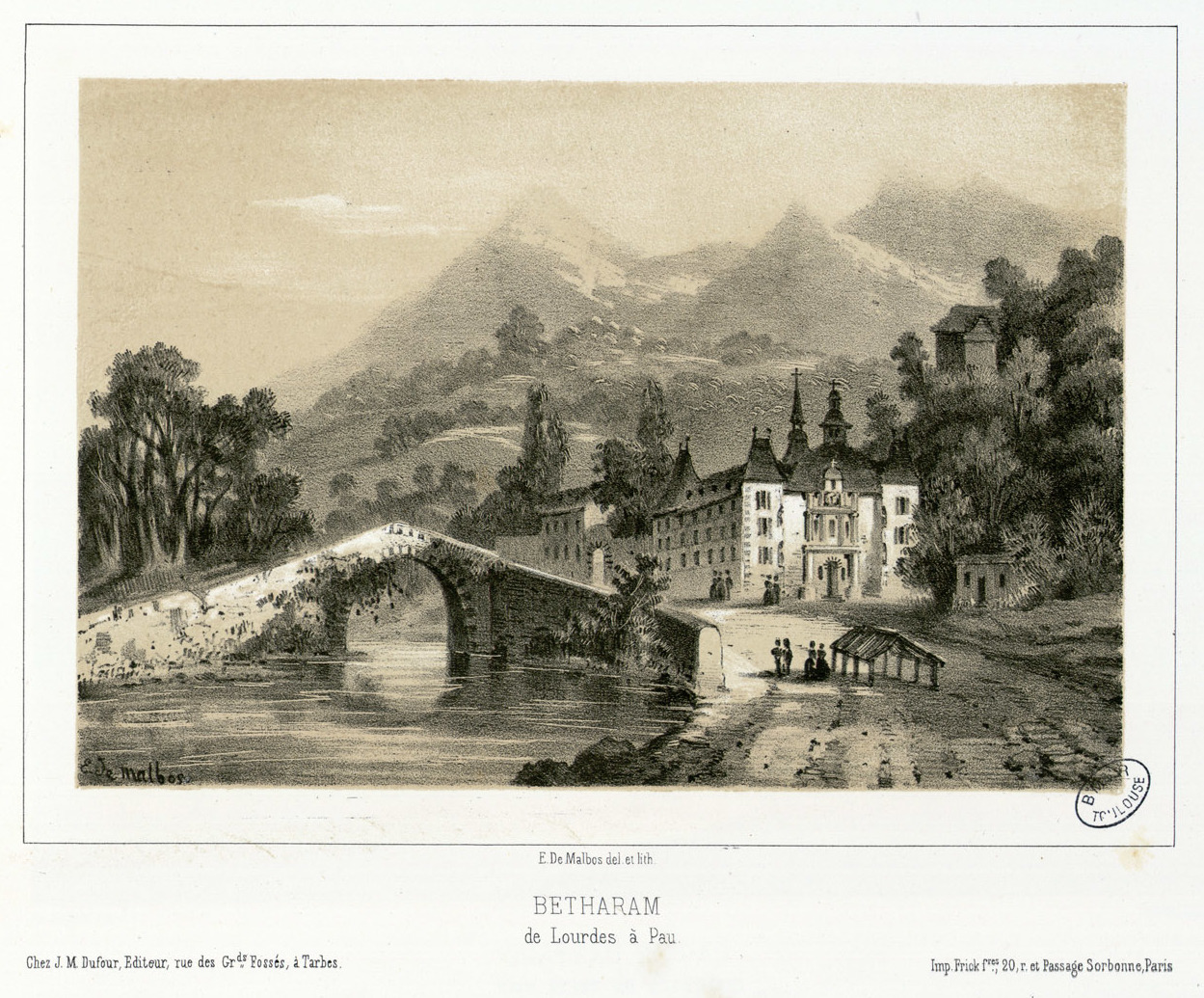
Vue du XIXe siècle, par Eugène de Malbos.

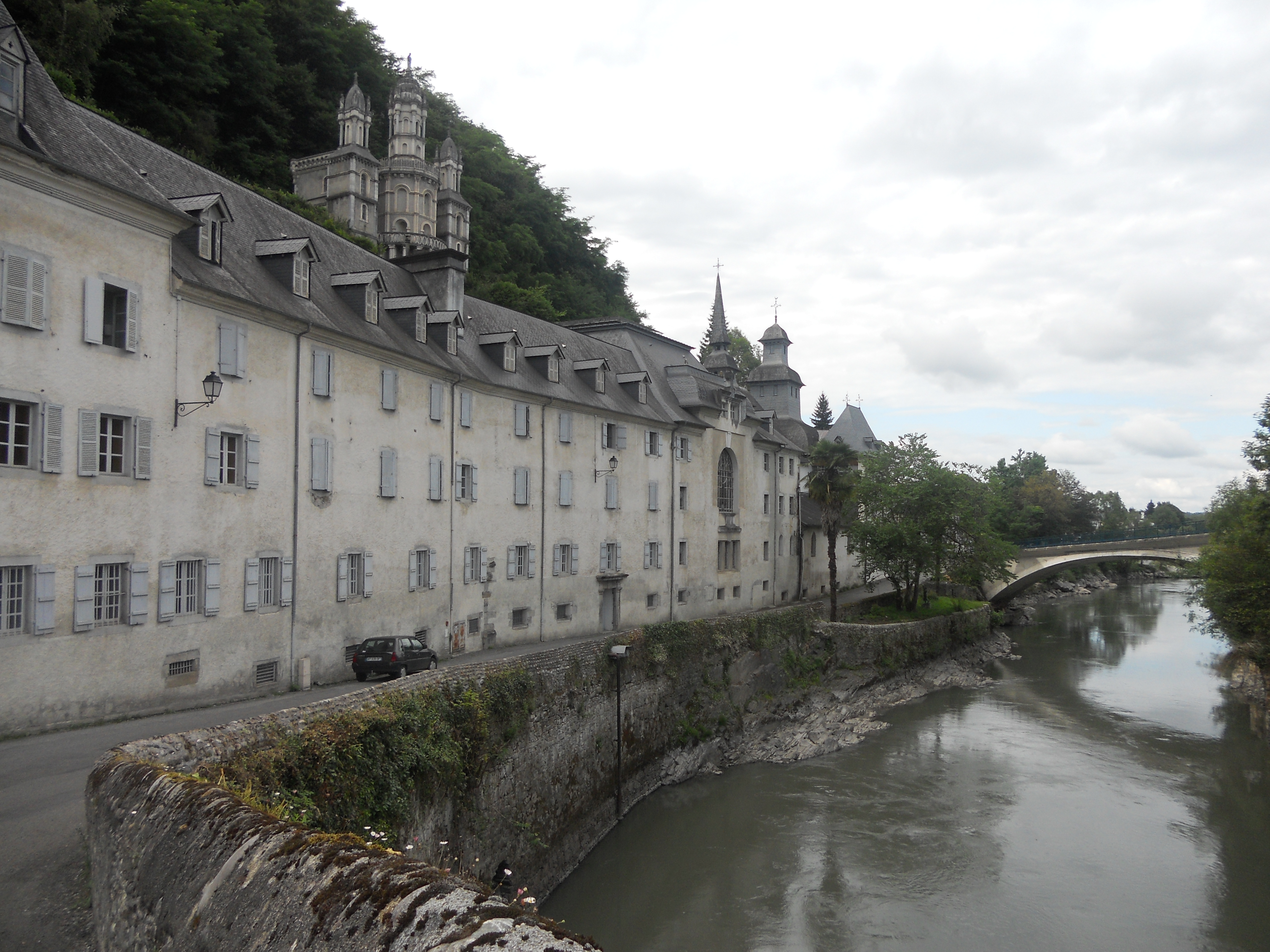
Vue générale sur les sanctuaires de Bétharram.

Lestelle est une bastide créée en 1335 sur le territoire d'Asson (quartier d'Artigaux) par Gaston II de Foix, fils de Roger-Bernard de Foix et de Marguerite de Béarn, époux d'Eléonore de Comminges et père de Gaston III dit Fébus. Lestelle payait, tous les ans, une redevance à Asson dont le montant s'élevait à trois livres. De nombreux privilèges furent accordés, notamment l'affranchissement, les concessions foncières, les franchises de pacages pour la transhumance, le droit de chasse et de pêche, l'exemption du droit de passage sur le pont en bois de Gatarram, une administration autonome, l'exemption du four banal. Les quatre jurats étaient aidés par le garde-boursier qui avait pour mission de garder les caisses de la commune et par le notaire rural jouant le rôle dévolu aujourd'hui aux secrétaires de mairie ; il notait notamment les procès-verbaux des séances. Les réunions n'avaient pas lieu dans une salle, mais sur la place de l'église avec la présence de tous les habitants ; si vote il y avait, celui-ci se faisait à main levée. Paul Raymond note qu'en 1385, comptait trente-deux feux et Bétharram. Les deux paroisses dépendaient du bailliage de Nay.
Lestelle-Bétharram est un lieu de pèlerinage très ancien et toujours très fréquenté (14 septembre et le dimanche qui suit). La légende rapporte en effet, à une date indéterminée, que la Vierge y sauva une jeune fille de la noyade en lui tendant un rameau sous le pont (d'où le « rhabillage toponymique » de Guatarram en bétharram qui signifie 'beau rameau' en béarnais). La chapelle primitive, sans doute construite au XIVe, est brûlée, reconstruite puis, trop modeste, agrandie. Les merveilles s'y opérant attirent de plus en plus de pèlerins, ce qui vaut à Bétharram au XVe siècle, le nom de « Terre sainte ». Le sanctuaire du XVIe siècle est alors un joyau de l'art baroque en Béarn. En 1569, les protestants, maîtres de la région, incendient le sanctuaire et proscrivent la religion catholique en Béarn. Dès lors, les processions de la Fête-Dieu sont interdites ; les croix, les images des saints, tout ce qui touche de près la religion catholique est enlevé. Ces excès donnèrent lieu à l'intervention du pape Pie V et du roi de France. Le village n'est pas épargné par la tourmente, mais au dire de Marca (président du Parlement de Navarre, intendant de justice, conseiller ordinaire et conseiller d'État), personne ne se fait protestant. En 1614, l'évêque de Lescar reçoit l'autorisation de reconstruire la « Dévote Chapelle en ruines ». Grâce à Louis XIII, elle est relevée en 1616 et la veille de l'Assomption de l'an 1622, selon la tradition, une source tarie se remet à couler dans une grotte proche du sanctuaire. Ces eaux sont conduites plus loin dans un édicule indépendant et deviennent une fontaine miraculeuse. Plus de quatre-vingt miracles y auraient été recensés au XVIIe siècle.
Au printemps de 1678, une crue subite du Gave emporte à la fois l'église, le cimetière du village et le pont. La destruction du pont est un problème grave, rendant les villages isolés par le gave. Ce passage daterait, semble-t-il du XIVe siècle, le premier pont aurait été construit par les habitants de Montaut, vraisemblablement vers 1308. Ce pont est détruit en 1646 et 1676 aussi, toujours par les crues, car il était en bois, étroit et assez dangereux. Il est reconstruit en pierre, ses travaux durent jusqu’en 1687. En 1681, les travaux de construction de la nouvelle église sont achevés.
L'historien Pierre de Marca établit en 1648 une liste de 82 miracles entre 1620 et 1642 à Bétharram. Deux séries de trois tableaux de l’époque sont visible à la chapelle de Bétharram aux peintures entièrement restaurées, désignent dans les termes de l’époque, outre les noyés sauvés des eaux, les maladies dont auraient été guéris les miraculés d’alors : « perclus de leurs membres », « boiteux aux pieds tords redressés » et autres « femmes guéries de chancres aux mamelles »,.

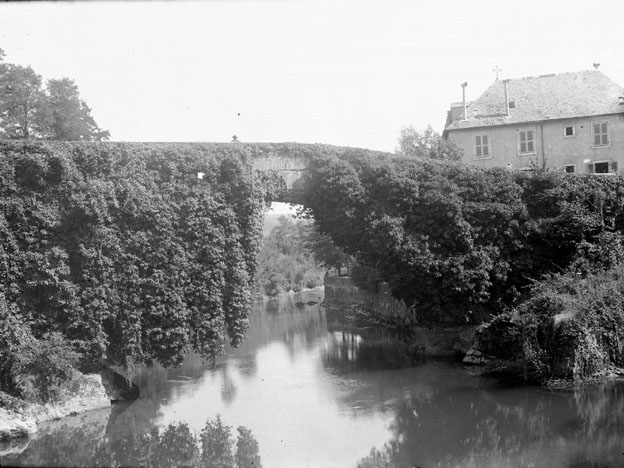
« Pont de Lierre » au-dessus du gave de Pau (photographié entre 1859 et 1910 par Eugène Trutat).

En 1837, Michel Garicoïts fonde le collège Notre-Dame de Bétharram, maison-mère de la congrégation des Prêtres du Sacré-Cœur de Jésus qu'une double vocation de mission et d'enseignement a amenée à essaimer dans le monde entier (Algérie jusqu'en 1962 avec le collège de Sonis, Argentine, Paraguay, Uruguay, Côte d'Ivoire, Chine puis en Thaïlande auprès des Karens ou Karènes). On peut voir dans la chapelle son cercueil en verre et un bout de son pouce. En 2024, vingt anciens élèves de cet établissement portent plainte pour des violences physiques et sexuelles ayant eu lieu entre la fin des années 1950 et les années 2010, créant début 2025 une affaire politique à dimension nationale.
C'est à Lestelle-Bétharram, alors notoirement connu pour ses miracles, que Bernadette Soubirous venait très souvent. Elle en ramena le chapelet qu'elle détenait lors de l'apparition de la Vierge à Lourdes en 1858.

## Héraldique
| Blason | Blasonnement : D'azur à la montagne sommée d'un calvaire surmonté d'une étoile, le tout d'or, adextré d'or aux deux vaches de gueules accornées, colletées et clarinées d'azur, passant l'une sur l'autre. |

## Politique et administration
| Période                                  | Période  | Identité            | Étiquette | Qualité          |
| ---------------------------------------- | -------- | ------------------- | --------- | ---------------- |
| 1893                                     | 1898     | Alexis Esdourrubail |           |                  |
| avant 1995                               | 2001     | Michel Bouyrie      |           |                  |
| 2001                                     | En cours | Jean-Marie Berchon  | PS        | Médecin retraité |
| Les données manquantes sont à compléter. |          |                     |           |                  |

### Intercommunalité
Lestelle-Bétharram appartient à cinq structures intercommunales :
- la communauté de communes du Pays de Nay ;
- le syndicat d’eau potable et d’assainissement du pays de Nay (SEAPAN) ;
- le syndicat d’énergie des Pyrénées-Atlantiques ;
- le syndicat intercommunal de défense contre les inondations du gave de Pau ;
- le syndicat mixte du bassin du gave de Pau.

## Population et société

### Démographie
L'évolution du nombre d'habitants est connue à travers les recensements de la population effectués dans la commune depuis 1793. Pour les communes de moins de 10 000 habitants, une enquête de recensement portant sur toute la population est réalisée tous les cinq ans, les populations de référence des années intermédiaires étant quant à elles estimées par interpolation ou extrapolation. Pour la commune, le premier recensement exhaustif entrant dans le cadre du nouveau dispositif a été réalisé en 2007.

En 2022, la commune comptait 795 habitants, en évolution de −5,47 % par rapport à 2016 (Pyrénées-Atlantiques : +3,78 %, France hors Mayotte : +2,11 %).
| 1793 | 1800 | 1806 | 1821 | 1831 | 1836  | 1841  | 1846  | 1851  |
| ---- | ---- | ---- | ---- | ---- | ----- | ----- | ----- | ----- |
| 870  | 732  | 939  | 940  | 993  | 1 000 | 1 034 | 1 093 | 1 069 |

| 1856  | 1861  | 1866  | 1872  | 1876  | 1881  | 1886  | 1891  | 1896  |
| ----- | ----- | ----- | ----- | ----- | ----- | ----- | ----- | ----- |
| 1 165 | 1 222 | 1 217 | 1 295 | 1 480 | 1 310 | 1 438 | 1 558 | 1 509 |

| 1901  | 1906  | 1911  | 1921  | 1926  | 1931  | 1936  | 1946  | 1954  |
| ----- | ----- | ----- | ----- | ----- | ----- | ----- | ----- | ----- |
| 1 457 | 1 036 | 1 102 | 1 135 | 1 171 | 1 164 | 1 231 | 1 327 | 1 326 |

| 1962  | 1968  | 1975 | 1982 | 1990 | 1999 | 2006 | 2007 | 2012 |
| ----- | ----- | ---- | ---- | ---- | ---- | ---- | ---- | ---- |
| 1 157 | 1 059 | 985  | 879  | 865  | 786  | 802  | 801  | 858  |

| 2017 | 2022 | - | - | - | - | - | - | - |
| ---- | ---- | - | - | - | - | - | - | - |
| 831  | 795  | - | - | - | - | - | - | - |

Lestelle-Bétharram fait partie de l'aire d'attraction de Pau.

## Économie
La commune fait partie de la zone d'appellation de l'ossau-iraty. Les activités agricoles sont nombreuses : élevage, apiculture…
Petite commune rurale, elle possède peu de commerces : une pharmacie, une boulangerie, une épicerie, un salon de coiffure, un garage. On y trouve une maison de retraite.

### Enseignement
Lestelle-Bétharram dispose d'une école primaire publique et d'un collège-lycée catholique, Notre-Dame de Bétharram, renommé Le Beau-Rameau, groupe scolaire comprenant le collège Sainte-Élisabeth d'Igon et l'école Saint-Joseph de Montaut.
En 1996, la plainte pour « coups et blessures volontaires » et « traitements inhumains et dégradants » d'un parent d'élève de 14 ans médiatise les conditions d'éducation au sein de l'établissement Notre-Dame de Bétharram. Un surveillant n'est pas poursuivi ; en revanche, le surveillant général est condamné à 5 000 euros d'amende avec sursis.
En février 1998, Pierre Silviet-Carricart, directeur de Notre-Dame de Bétharram, est mis en examen pour viol sur mineur de 15 ans, la victime alléguée avait 11 ans à l'époque des faits. Le prêtre se suicide en 2000 juste avant de devoir se présenter devant le  juge d'instruction de l'affaire,.
En janvier 2024, le parquet de Pau ouvre une enquête préliminaire à la suite de vingt plaintes d’anciens élèves pour des faits de violence et des agressions sexuelles au sein de l'établissement Notre-Dame de Bétharram, dans les années 1980. Ces plaintes concernent des religieux et des laïcs,,.

### Sports et équipements sportifs
- Football à 7 : club des Izards de Lestelle ;
- Rugby à 13 : club Avant-Garde Lestelle XIII.

On y trouve un fronton, un boulodrome, un piste de skate-board, un terrain de basket, un stade sur les berges du gave sur la base de loisirs du Saillet.

### Tourisme
Le tourisme est une part importante de son économie avec trois hôtels, quatre restaurants, un camping au bord du Gave, des gîtes et des chambres d'hôtes. On y trouve des équipements de loisirs sur la base de loisirs du Saillet. Les activités nautiques au bord du gave se développent aussi : kayak, rafting… En octobre 2012 et en juin 2013, les crues exceptionnelles du gave ont détruit de nombreux équipements de la base de loisirs qui ont été reconstruits depuis.

## Culture locale et patrimoine
Les fêtes locales se déroulent à la fin juin.

### Patrimoine civil

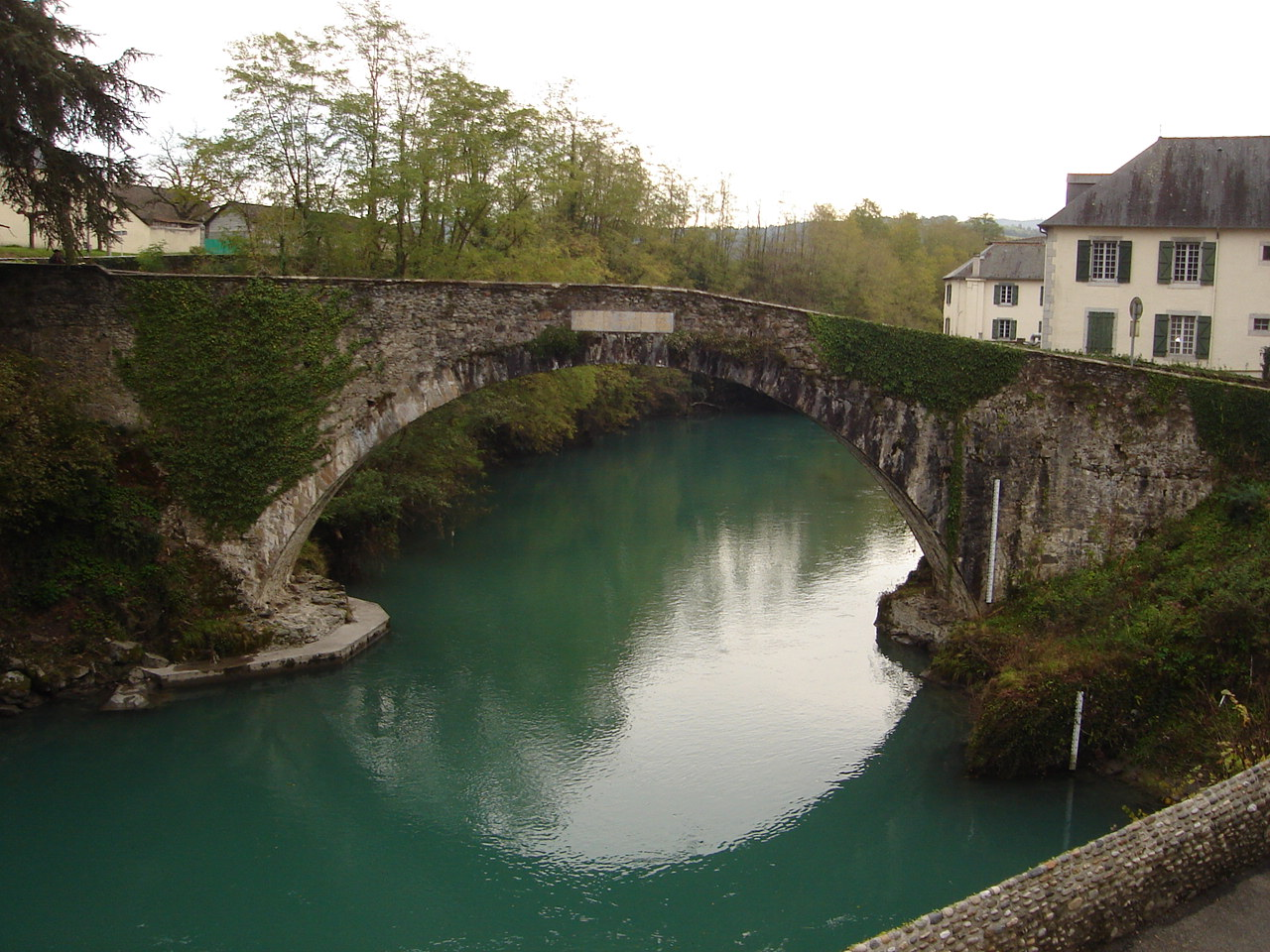
Le pont.

Le pont de Bétharram (pont en arc à une travée datant de 1687) fut inscrit aux monuments historiques en 1925.

### Patrimoine religieux

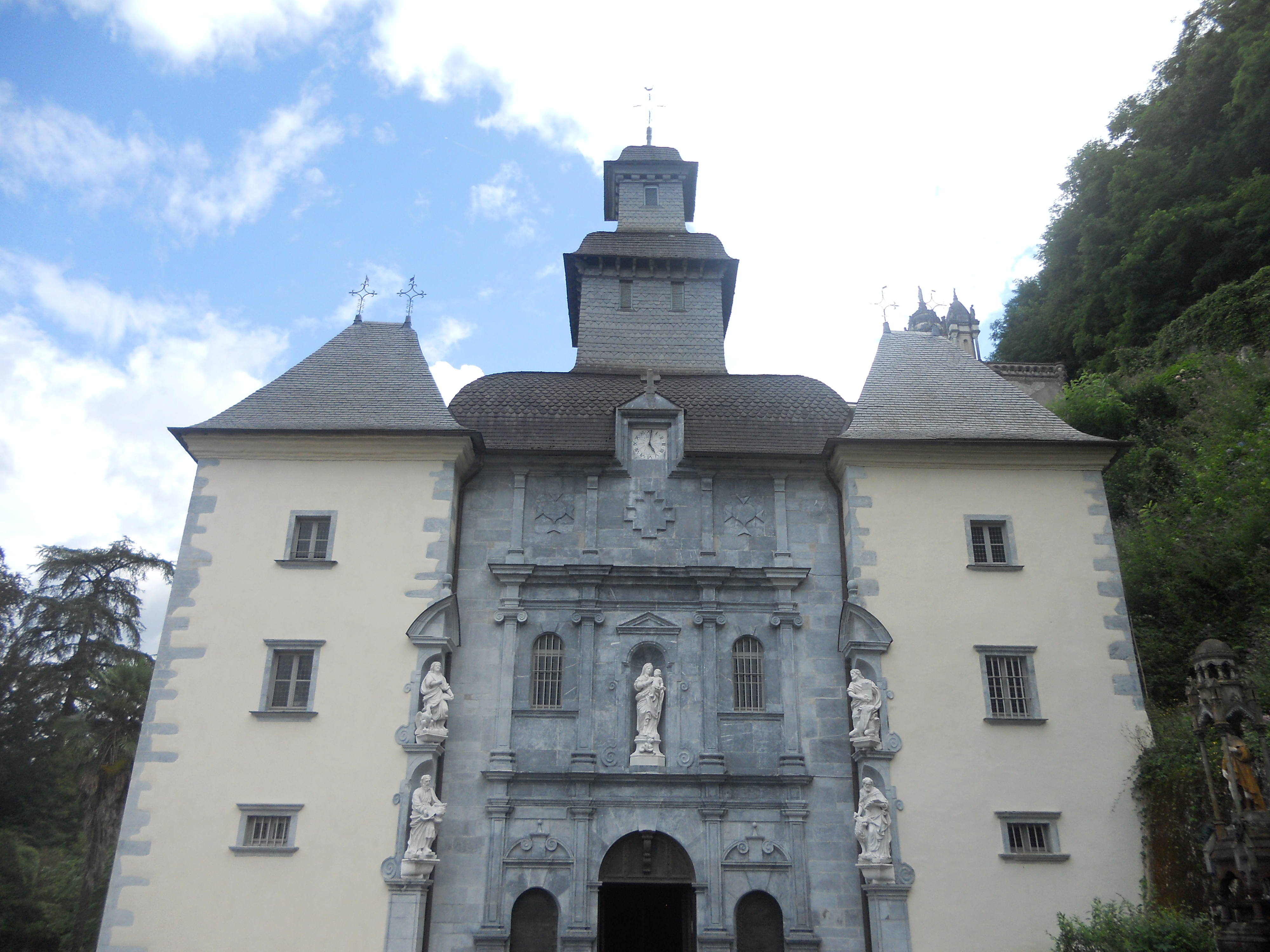
La chapelle Notre-Dame.

- Le calvaire et chemin de croix[71] fut reconstruit en 1841 sur les ruines des monuments du XVIIe siècle détruits à la Révolution et dont les stations avaient été relevées dès 1805. On peut y voir des bas-reliefs du cycle de la Passion sculptés par Alexandre Renoir et des chapelles de style éclectique construites de 1841 à 1845.
- La chapelle Notre-Dame[72] fut édifiée au XVIIe siècle. Elle recèle des tableaux[73], du mobilier[74], des statues[75] et des objets[76] classés aux monuments historiques.
- La chapelle de Saint-Michel Garicoïts date, quant à elle, du début du XXe siècle[77].
- L'église Saint-Jean-Baptiste (XVIIIe siècle) possède du mobilier également classé[78].
- Le musée de la congrégation des Pères de Lestelle-Bétharram, riche de l'accumulation d'objets tout au long des siècles, possède de nombreuses collections, de la Préhistoire aux Temps modernes, en relation avec l'histoire régionale.

## Personnalités liées à la commune

### Nées auXIXesiècle
- Frédéric Godefroy, né en 1826 à Paris et décédé en 1897 à Lestelle-Bétharram, est un philologue, journaliste et enseignant français.
- Carl Einstein (1885-1940), critique d'art allemand et militant anarchiste poursuivi par le régime de Vichy et l'occupant nazi, était réfugié à l'abbaye de Lestelle-Bétharram depuis juin 1940 lorsqu'il se suicida en se jetant dans le gave de Pau, le 5 juillet 1940[79].

### Nées auXXesiècle
- Jorge Semprún, né en 1923 à Madrid, est un écrivain, scénariste et homme politique espagnol dont l'essentiel de l'œuvre littéraire est rédigé en français. Durant la guerre d'Espagne, il séjourne d'abord à Lestelle-Bétharram dans la maison de Jean-Marie Soutou, un proche d'Esprit, revue dont son père, José María Semprún, était correspondant en Espagne.